# Easter Road Race 2021
Easter Road Race 2021 var den 1. udgave af det danske DCU licensløb Easter Road Race. Det 145 km lange linjeløb blev kørt den 1. april 2021 med start og mål i Snoldelev.
Løbet blev arrangeret af Solrød-klubben Sydkysten Cycling, og var det første eliteløb i den danske landevejssæson. Der skulle køres 21 omgange på en 6,9 km lang rundstrækning umiddelbart sydøst for Roskilde Lufthavn mellem Snoldelev og Snoldelev-Hastrup. Start og mål var på Hastrupvej ved den østlige udkant af Snoldelev, hvorefter der blev kørt med urets retning af Tunevej, Allershøjvejen, Karlslundevejen og tilbage på Hastrupvej.
På grund af de besværlige rejseregler som følge af coronaviruspandemien, var alle danske elitecykelhold og deres bedste ryttere i Danmark. Desuden deltog danske ryttere som var på kontrakt hos udenlandske hold, hvor Michael Mørkøv fra Deceuninck-Quick Step var den største profil. I alt havde 120 ryttere fra 19 hold skrevet sig på deltagerlisten.
Fem ryttere havde rykket sig fri af hovedfeltet, og kom samlet til mål. Her var Riwal Cycling Teams Tobias Kongstad hurtigst i spurten, og henviste William Blume Levy (ColoQuick Cycling) og Magnus Bak Klaris (Team CO:PLAY-Giant) til anden- og tredjepladsen. I alt 30 ryttere gennemførte løbets 21 omgange.

## Resultat
| \| Samlede stilling \| Samlede stilling \| Samlede stilling \| Samlede stilling \| Samlede stilling \| \| Rytter \| Rytter \| Hold \| Tid \| \| \| ---------------- \| --------------------- \| --------------------- \| ---------------- \| ---------------- \| \| 1. \| Tobias Kongstad \| Riwal Cycling Team \| 3t 20' 29" \| \| \| 2. \| William Blume Levy \| ColoQuick \| + 1" \| \| \| 3. \| Magnus Bak Klaris \| CO:PLAY-Giant \| + 1" \| \| \| 4. \| Daniel Stampe \| CO:PLAY-Giant \| + 1" \| \| \| 5. \| Emil Vinther Schmidt \| Herning CK Elite \| + 3" \| \| \| 6. \| Joshua Gudnitz \| BHS-PL Beton Bornholm \| + 51" \| \| \| 7. \| Nils Lau Nyborg Broge \| BHS-PL Beton Bornholm \| + 2' 21" \| \| \| 8. \| Benjamin Hertz \| BHS-PL Beton Bornholm \| + 2' 28" \| \| \| 9. \| Nicolai Brøchner \| ColoQuick \| + 2' 28" \| \| \| 10. \| Rasmus Bøgh Wallin \| CO:PLAY-Giant \| + 2' 29" \| \| |                       |                       |            |
| |                       |                       |            |
| |                       |                       |            |
| Samlede stilling |                       |                       |            |
| Rytter | Rytter                | Hold                  | Tid        |
| 1. | Tobias Kongstad       | Riwal Cycling Team    | 3t 20' 29" |
| 2. | William Blume Levy    | ColoQuick             | + 1"       |
| 3. | Magnus Bak Klaris     | CO:PLAY-Giant         | + 1"       |
| 4. | Daniel Stampe         | CO:PLAY-Giant         | + 1"       |
| 5. | Emil Vinther Schmidt  | Herning CK Elite      | + 3"       |
| 6. | Joshua Gudnitz        | BHS-PL Beton Bornholm | + 51"      |
| 7. | Nils Lau Nyborg Broge | BHS-PL Beton Bornholm | + 2' 21"   |
| 8. | Benjamin Hertz        | BHS-PL Beton Bornholm | + 2' 28"   |
| 9. | Nicolai Brøchner      | ColoQuick             | + 2' 28"   |
| 10. | Rasmus Bøgh Wallin    | CO:PLAY-Giant         | + 2' 29"   |

## Hold
| UCI WorldTeam- Deceuninck-Quick Step UCI ProTeam- Uno-X Pro Cycling Team UCI Kontinentalhold (5)- BHS-PL Beton Bornholm - ColoQuick - Riwal - Restaurant Suri-Carl Ras - Uno-X DARE Development Team DCU Elite Teams (8)- Kvickly Odder Elite - IBT-BH Carl Ras - Sparekassen Vendsyssel Aalborg - Herning CK Elite - Give Elementer - O.B. Wiik-Dan Stillads - CO:PLAY-Giant - Bache-JS.dk Amatørcykelhold- Urbano Cycling Team Regional- og klubhold (3)- Ordrup Cycle Club - Cykling Odense - Frederiksberg Bane- og Landevejsklub |
| |